# Szczerba (Westtatra)
Szczerba ist ein Gebirgspass über den in Polen bekanntesten Berg Giewont in der Westtatra. Er überquert den Berg auf einer Höhe von etwa 1823 Metern, 71 Meter unterhalb des Gipfels Wielki Giewont. Der Pass ist nicht befahrbar und nur zu Fuß zu erreichen. An der nördlichen Wand des Massivs befindet sich der Couloir Żleb Szczerby. Die Besteigung der nördlichen Wand wurde nach einer Reihe von Unfällen verboten.